# Liste der österreichischen Botschafter in Italien
Dies ist eine Liste der österreichischen Botschafter im Königreich Italien (1861–1946) und der Italienischen Republik (seit 1946). Die Österreichische Botschaft gegenüber dem Quirinal befindet sich seit 1929 in der Via Pergolesi Giovanni Battista 3–7.

## Missionschefs
Hinweis: Die Botschafter im heutigen Italien sind nicht zu verwechseln mit den Botschaftern beim Heiligen Stuhl (und dem historischen Kirchenstaat).
| Bild                                                                                                   | Name / Lebensdaten                              | Ernennung                                 | Abberufung                                | Ernannt von Kaiser / Bundeskanzler        | Akkreditiert während Ministerpräsident    | Anmerkungen                               |  |
| 1866: Aufnahme diplomatischer Beziehungen                                                              | 1866: Aufnahme diplomatischer Beziehungen       | 1866: Aufnahme diplomatischer Beziehungen | 1866: Aufnahme diplomatischer Beziehungen | 1866: Aufnahme diplomatischer Beziehungen | 1866: Aufnahme diplomatischer Beziehungen | 1866: Aufnahme diplomatischer Beziehungen |  |
| --- | ----------------------------------------------- | ----------------------------------------- | ----------------------------------------- | ----------------------------------------- | ----------------------------------------- | ----------------------------------------- |  |
| | Alois Kübeck von Kübau 1787–1855                | 16. Dez. 1866                             | 20. Dez. 1871                             | Franz Joseph I.                           | Marco Minghetti                           | Botschafter                               |  |
| 1867: Rekonstitution als Österreich-Ungarn                                                             |                                                 |                                           |                                           | Franz Joseph I.                           |                                           |                                           |  |
| | Alois Kübeck von Kübau                          | 16. Dez. 1866                             | 20. Dez. 1871                             | Franz Joseph I.                           | Marco Minghetti                           |                                           |  |
| | Felix von Wimpffen 1827–1882                    | 20. Dez. 1871                             | 5. Juli 1876                              | Franz Joseph I.                           | Urbano Rattazzi                           |                                           |  |
| | Heinrich Karl von Haymerle                      | 14. Jan. 1877                             | 8. Okt. 1879                              | Franz Joseph I.                           | Agostino Depretis                         |                                           |  |
| | Felix von Wimpffen                              | 8. Dez. 1879                              | 5. Mai 1882                               | Franz Joseph I.                           | Benedetto Cairoli                         |                                           |  |
| | Emanuel von Ludolf 1823–1898                    | 25. Mai 1882                              | 9. Nov. 1886                              | Franz Joseph I.                           | Agostino Depretis                         |                                           |  |
| | Karl Ludwig von Bruck                           | 7. Dez. 1886                              | 7. Okt. 1895                              | Franz Joseph I.                           | Agostino Depretis                         |                                           |  |
| | Marius Pasetti-Angeli von Friedenburg 1841–1913 | 7. Okt. 1895                              | 7. März 1904                              | Franz Joseph I.                           | Francesco Crispi                          |                                           |  |
| Heinrich von Lützow                                                                                    | Heinrich von Lützow                             | 7. März 1904                              | 4. März 1910                              | Franz Joseph I.                           | Giovanni Giolitti                         |                                           |  |
| | Kajetan Mérey                                   | 4. März 1910                              | 23. Mai 1915                              | Luigi Luzzatti                            |                                           |                                           |  |
| 1915: Abbruch der Beziehungen infolge des Ersten Weltkriegs                                            |                                                 |                                           |                                           |                                           |                                           |                                           |  |
| 1919: Aufnahme diplomatischer Beziehungen                                                              |                                                 |                                           |                                           |                                           |                                           |                                           |  |
| | Rémy Kwiatkowsky                                | 13. März 1921                             |                                           |                                           | Gesandter                                 |                                           |  |
| | Lothar Egger-Möllwald 1875–1941                 |                                           |                                           | Gesandter                                 |                                           |                                           |  |
| | Anton Rintelen                                  | 1. Sep. 1933                              | 25. Juli 1934                             | Engelbert Dollfuß                         | Benito Mussolini                          | Gesandter                                 |  |
| | Alois Vollgruber                                | 1934                                      | 1936                                      | Engelbert Dollfuß                         | Benito Mussolini                          | Gesandter                                 |  |
| | Egon Berger-Waldenegg                           | 1936                                      | 1938                                      | Kurt Schuschnigg                          | Benito Mussolini                          | Gesandter                                 |  |
| 1938 bis 1945: Unterbrechung der Beziehungen infolge des Anschlusses Österreichs an das Deutsche Reich |                                                 |                                           |                                           |                                           |                                           |                                           |  |
| 1946: Aufnahme diplomatischer Beziehungen                                                              |                                                 |                                           |                                           |                                           |                                           |                                           |  |
| | Adrian Rotter                                   | 1946                                      | 1947                                      | Leopold Figl                              | Ferruccio Parri                           |                                           |  |
| | Johannes Schwarzenberg                          | 1947                                      | 1955                                      | Leopold Figl                              | Ferruccio Parri                           |                                           |  |
| | Max Löwenthal-Chlumecky                         | 1955                                      | 1972                                      | Julius Raab                               | Antonio Segni                             |                                           |  |
| | Heribert Tschofen 1934–1987                     | 1972                                      | 1974                                      | Bruno Kreisky                             | Giulio Andreotti                          |                                           |  |
| | Rudolf Ender * 1948                             | 1974                                      | 1976                                      | Bruno Kreisky                             | Aldo Moro                                 |                                           |  |
| | Georg Schlumberger                              | 1977                                      | 1978                                      | Bruno Kreisky                             | Aldo Moro                                 |                                           |  |
| | Heinz Laube                                     | 1979                                      | 1982                                      | Bruno Kreisky                             | Aldo Moro                                 |                                           |  |
| | Friedrich Frölichsthal                          | 1982                                      | 1991                                      | Fred Sinowatz                             | Bettino Craxi                             |                                           |  |
| | Emil Staffelmayr                                | 1991                                      | 1997                                      | Franz Vranitzky                           | Giulio Andreotti                          |                                           |  |
| | Günter Birbaum                                  | 1997                                      | 2001                                      | Viktor Klima                              | Romano Prodi                              |                                           |  |
| | Alfons M. Kloss                                 | 2001                                      | 2007                                      | Wolfgang Schüssel                         | Silvio Berlusconi                         |                                           |  |
| | Christian Berlakovits                           | 2008                                      | 2013                                      | Werner Faymann                            |                                           |                                           |  |
| | Gerda Vogl                                      | 2013                                      | 2015                                      | Werner Faymann                            | Mario Monti                               | Geschäftsträgerin                         |  |
| | René Pollitzer * 1955                           | Apr. 2015                                 | 2020                                      | Werner Faymann                            | Matteo Renzi                              |                                           |  |
| | Jan Kickert * 1964                              | Juli 2020                                 |                                           | Sebastian Kurz                            | Giuseppe Conte                            |                                           |  |
| | Martin Eichtinger                               | 2024                                      |                                           |                                           |                                           |                                           |  |

## Gesandte in italienischen Staaten vor 1861

Italien um 1796

Italien um 1843

Im folgenden habsburgische bzw. österreichische Gesandte in den italienischen Staaten vor der Einigung Italiens (1861). In der Cisalpinischen Republik leitete Freiherr Sigismund von Moll (1759–1826) vom 4. Mai 1802 bis zum 23. April 1805 die österreichische Gesandtschaft. Napoleon Bonaparte gründete das Königreich Italien (1805–1814) als Nachfolgerin der Cisalpinischen Republik, übernahm die Präsidentschaft und krönte sich am 26. Mai 1814 zum König der Italiener. Am 23. April 1814 kapitulierte Eugène de Beauharnais vor österreichischen Truppen, welche daraufhin Venetien und die Lombardei besetzten. Durch die Wiener Kongressakte wurde das Königreich Lombardo-Venetien der Habsburgermonarchie zugesprochen.

### Gesandte in Genua
Habsburgische bzw. österreichische Gesandte in der Republik Genua, ab 1797 Ligurische Republik (bis 1805)
1704: Aufnahme diplomatischer Beziehungen
- 1721–1722: Antonio Ildaris
- 1726–1741: Giovanni Guicciardi
- 1766–1766: Jacopo di Durazzo
- 1794–1797: Giovanni di Girola, Geschäftsträger
- 1803–1805: Peter von Giusti

### Gesandte in Modena
Habsburgische bzw. österreichische Gesandte im Herzogtum Modena, zzgl. akkreditiert im Herzogtum Parma.
- 1815–1816: Ferdinando Marescalchi (1754–1816)
- 1821–1848: betreut von der Gesandtschaft in Florenz
- 1848–1852: Giovanni di Allegri
- 1852–1854: Carl von Lederer (1817–1890), Geschäftsträger
- 1854–1857: Eduard von Lebzeltern-Collenbach (1812–)
- 1857–1859: Ludwig von Paar (1817–1893)

### Gesandte in Neapel
Habsburgische bzw. österreichische Gesandte im Königreich Neapel, ab 1815 Königreich beider Sizilien (Neapel-Sizilien)
1751: Aufnahme diplomatischer Beziehungen

### Gesandte in Sardinien-Piemont
Habsburgische bzw. österreichische Gesandte im Herzogtum Savoyen-Piemont, ab 1720 Königreich Sardinien (Sardinien-Piemont)
1705: Aufnahme diplomatischer Beziehungen

### Gesandte in der Toskana
Habsburgische bzw. österreichische Gesandte im Großherzogtum Toskana

### Gesandte in Venedig
Habsburgische bzw. österreichische Gesandte in der Republik Venedig (bis 1797)
1494: Aufnahme diplomatischer Beziehungen